# پودورشکا
پودورشکا (به صربی: Podvrška) یک منطقهٔ مسکونی در صربستان است که در کلادووا واقع شده‌است. پودورشکا ۱٬۱۴۳ نفر جمعیت دارد.